# ویلیام راسل لین-جوینت
ویلیام راسل لین-جوینت (انگلیسی: William Russell Lane-Joynt; ۲۷ مارس ۱۸۵۵ – ۶ ژوئن ۱۹۲۱) ورزشکار اهل جمهوری ایرلند بود.
وی در مسابقات کشوری و بین‌المللی در مجموع برندهٔ ۱ مدال نقره شده‌است.